# 樂高旋風忍者電影
《樂高旋風忍者電影》（英語：The Lego Ninjago Movie）是一部2017年美國和丹麥合拍的3D動作喜劇電腦動畫電影，由查理·賓、保羅·費雪和巴布·羅根共同執導。本片為2014年電影《樂高玩電影》第二部衍生作品，但與該片並沒有太大關係。主要配音員包括戴夫·法蘭科、麥可·潘納、庫梅爾·南賈尼、扎克·伍茲、弗萊德·阿米森、艾碧·雅各布森、奧莉薇亞·孟恩、賈斯汀·塞洛克斯與成龍。電影排於2017年9月22日在美國上映。

## 劇情
故事敘述吳大師私下訓練了六名年輕的忍者，以成為堅強的「英雄」。與此同時，一支由伽瑪當大師領導的邪惡軍閥襲擊了城市，使得其兒子「綠忍者」勞埃德必須在對抗敵人之餘，也得面對自己的父親。在過程中，勞埃德從新認識父親伽瑪當並令他改邪歸正。

## 角色
勞埃德·伽瑪當（Lloyd Garmadon）
綠忍者，伽瑪當的高中生兒子。
赤地（Kai）
火忍者，赤蘭的哥哥。
阿光（Jay）
雷電忍者，赤蘭的男友。
赤蘭（Nya）
水忍者，赤地的妹妹，阿光的女友。
冰忍（Zane）
冰忍者，機器人。
阿剛（Cole）
土忍者。
吳大師（Master Wu）
勞埃德等人的師父，也是伽瑪當的弟弟。
伽瑪當君王（Lord Garmadon）
黑暗忍者。忍者國的超級壞蛋，總是想要征服忍者國而搞破壞，勞埃德的爸爸。
可可（Misako "Koko"）
勞埃德的媽媽。原本也是一位武功高強的忍者，後來與伽瑪當熱戀生下勞埃德。

### 配音員
| 配音                              | 配音   | 配音   | 角色                                      |
| 美國                              | 台灣   | 香港   | 角色                                      |
| --------------------------------- | ------ | ------ | ----------------------------------------- |
| 戴夫·弗蘭科                       | 宋昱璁 | 陳柏宇 | 勞埃德·伽瑪當（Lloyd Garmadon）           |
| 麥可·潘納                         | 蔣鐵城 | 陳旭恆 | 赤地（Kai）                               |
| 库梅尔·南贾尼                     | 劉傑   |        | 阿光（Jay）                               |
| 艾比·賈伯森                       | 林美秀 | 倪晨曦 | 赤蘭（Nya）                               |
| 扎克·伍茲                         | 于正昌 |        | 冰忍（Zane）                              |
| 弗雷德·阿米森                     | 何志威 | 黎景全 | 阿剛（Cole）                              |
| 成龍                              | 周寧   | 李建良 | 吳大師（Master Wu）                       |
| 成龍                              | 吳文民 | 李建良 | 劉先生（Mr. Liu）                         |
| 賈斯汀·塞洛克斯                   | 陳旭昇 | 吳岱融 | 伽瑪當大師（Lord Garmadon）               |
| 奥利维亚·穆恩                     | 詹雅菁 |        | 可可（Misako "Koko"）                     |
| 藍道爾·朴                         |        |        | 拉拉队队长陈（Chen the Cheerleader）      |
| 瑞塔                              |        |        | 啦啦队队长玛姬（Maggie the Cheerleader）  |
| 吳恬敏                            |        |        | 忍者國市长（The Mayor of Ninjago）        |
| 卡莉·易                           |        |        | 泰瑞（Terri）                             |
| 瓦納拉·泰英                       |        |        | 阿西莫夫（Asimov）                        |
| 克里斯·哈德維克                   |        |        | DJ（Radio DJ）                            |
| 羅賓·羅伯特斯 凱特·加拉維（英國） |        |        | 她自己（Herself）                         |
| 麥克·史拉漢 班恩·西帕德（英國）   |        |        | 他自己（Himself）                         |
| 大衛·布羅斯                       |        |        | 吊鐘花忍者（Fuchsia Ninja）               |
| 艾利克斯·考弗曼                   | 陳美貞 |        | 忍者電腦（Ninja Computer）                |
| 艾莉·王                           |        |        | 奥莉薇亚將軍（General Olivia）            |
| 陶德·漢森                         |        |        | 奥马將軍（General Omar）                  |
| 鮑比·李                           |        |        | 运动工作室管理人（Pilates Studios Owner） |
| 蘿拉·奈特林格                     |        |        | 劳蒂塔太太（Mrs. Laudita）                |
| 珍珠與紅寶石                      |        |        | 喵斯拉（Meowthra）                        |

## 發行
《樂高旋風忍者電影》被華納兄弟定於2017年9月22日在美國上映，原本電影定於2016年9月23日推出。2016年9月23日，電影的宣傳短片《The Master》於《送子鳥》放映前推出。

### 評價
《樂高旋風忍者電影》獲得了褒貶不一的評價。爛番茄根據131條評論，該片持有55%的新鮮度，平均得分為5.83／10。而在Metacritic上則獲得了55分，這代表「好壞平均參雜的評價」。據CinemaScore的調查，觀眾的評價在A+至F間落於「B+」。

### 票房
在美國，《樂高旋風忍者電影》與《金牌特務：機密對決》、《非死不可》同週上映並競爭，分析師估計《樂高旋風忍者電影》於首映週末能從4070間戲院中獲得2700萬至4400萬美元的票房。美國首週末票房達2120萬美元，位居當週票房排名第三，該成績比前兩部《樂高》電影還低。

## 外部連結
- 互联网电影数据库（IMDb）上《樂高旋風忍者電影》的资料（英文）
- 爛番茄上《樂高旋風忍者電影》的資料（英文）
- Box Office Mojo上《樂高旋風忍者電影》的資料（英文）
- AllMovie上《樂高旋風忍者電影》的资料（英文）
- Metacritic上《樂高旋風忍者電影》的資料（英文）
- 開眼電影網上《樂高旋風忍者電影》的資料（繁體中文）
- 豆瓣电影上《樂高旋風忍者電影》的資料 （简体中文）
- 时光网上《樂高旋風忍者電影》的資料（简体中文）